# Gladys Asmah
Gladys Asmah đáng kính (16 tháng 10 năm 1939 - 24 tháng 6 năm 2014) là một chính trị gia và doanh nhân người Ghana. Bà là cựu Bộ trưởng Bộ Thủy sản cũng như thành viên của quốc hội từ Takoradi.

## Tuổi thơ và giáo dục
Bà Gladys Asmah, sinh ngày 16 tháng 10 năm 1939, tại Cape Coast, miền Trung. Bà bắt đầu giáo dục tiểu học của mình tại Trường nữ Wesley và sau đó đến Ghana, Đại học Quốc gia, cả ở bờ biển Cape. Sau khi học xong trung học, bà làm việc ngắn gọn với Tập đoàn Đường sắt Ghana và sau đó là giám sát viên tại Phòng thí nghiệm và Phòng kiểm soát chất lượng của Công ty Thuốc lá Tiên phong (PTC), nơi bà làm việc trong sáu năm.
Sau khi được tiếp xúc với đào tạo quản lý tại 'PTC, bà quyết định theo đuổi các nghiên cứu tiếp theo ở Anh. Và thế là vào tháng 6 năm 1963, bà rời Ghana đến Vương quốc Anh
Tại Vương quốc Anh, bà theo học tại Đại học Middlesex, trước đây gọi là Đại học Công nghệ Hendon, và Đại học Giáo dục và Kinh tế Gia đình Leeds và đủ điều kiện là Thành viên của Hiệp hội Quản lý Thể chế Luân Đôn.

## Sự nghiệp doanh nhân
Sau khi được đào tạo, bà làm việc với Hội đồng Anh với tư cách là trợ lý giám đốc tại Trung tâm Sinh viên nước ngoài, Portland Palace, London, Khi còn là sinh viên ở London, bà quyết định chuyên về lĩnh vực may mặc và do đó làm quen với các tổ chức thời trang. Bà Asmah đã thu thập một vài máy móc và bắt đầu làm áo ngủ và váy lót ở Birmingham.
Khi nghị sĩ Takoradi cuối cùng đến định cư ở Ghana, bà đã đăng ký một nhà máy làm đối tác và sau đó vào năm 1975, công ty này trở thành công ty trách nhiệm hữu hạn Với tư cách là người ủng hộ việc giải phóng phụ nữ, bà Asmah đã hỗ trợ phụ nữ Tarkwa tạo thu nhập hỗ trợ sản xuất dầu cọ.
Khi Phòng phúc lợi xã hội thành lập Viện đào tạo phụ nữ tại Trung tâm khu dân cư Takoradi để đào tạo các bà gái trong các môn học nghề, bà đã đồng ý và sẵn sàng cung cấp hội thảo của mình để đào tạo phụ nữ trẻ trong khu vực.
Bà Asmah có liên kết với một số tổ chức kinh doanh và công cộng; bà là Chủ tịch, Ban quản lý, Học viện đào tạo phụ nữ Takoradi; Thành viên Hội đồng quản trị, Ngân hàng Nông thôn Ahantaman-, Phó chủ tịch thứ hai, Hiệp hội các ngành công nghiệp Ghana; và Chủ tịch, Ủy ban thực hiện khu vực, Phụ nữ đang phát triển.
Thành viên hội đồng quản trị còn lại, trường trung học Fjai; Thành viên Hội đồng quản trị, Đại học Quốc gia Ghana; Thành viên, Hội đồng tư vấn khu vực miền Tây và Chủ tịch ủy ban ngành, Ủy ban phụ nữ, Đảng yêu nước mới (NPP). Các nghị sĩ cho Takoradi đã tham dự một số hội nghị ở nước ngoài. Chúng bao gồm một hội thảo về Xu hướng mới trong ngành Dệt may, Đại học bang North Carolina năm 1994; hội thảo về viện trợ cho nghệ nhân, Hartford, Connecticut, Hoa Kỳ và hội thảo về tài chính xuất khẩu, Hội nghị quốc tế doanh nhân USAID dành cho nữ doanh nhân, New Delhi, Ấn Độ năm 1981.

## Chính trị
bà trở thành Thành viên của Quốc hội Takoradi từ tháng 1 năm 1997 - tháng 1 năm 2009, Bộ trưởng Bộ Phụ nữ và Trẻ em giữa năm 20012002005 và Bộ trưởng Bộ Thủy sản từ năm 2005-2009.

## Qua đời
Gladys Asmah qua đời vào ngày 24 tháng 6 năm 2014, tại Bệnh viện Giảng dạy Korle Bu ở Accra nơi bà đã phải nhập viện trong hai tuần. Bà được chôn cất tại Takoradi sau tang lễ vào ngày 1 tháng 11 năm 2014.